# Onychothemis coccinea
Onychothemis coccinea is een libellensoort uit de familie van de korenbouten (Libellulidae), onderorde echte libellen (Anisoptera).
De wetenschappelijke naam Onychothemis coccinea is voor het eerst geldig gepubliceerd in 1953 door Lieftinck.